# Scott Kinworthy
Scott Kinworthy (ur. 28 marca 1974) – amerykański aktor teatralny i telewizyjny, także producent i scenarzysta.

## Kariera
Debiutował na dużym ekranie niewielką rolą w dramacie Vadima Perelmana Dom z piasku i mgły (House of Sand and Fog, 2003) u boku Jennifer Connelly i Bena Kingsleya. Od 17 czerwca do 15 września 2005 roku wcielał się w rolę Josha Maddena w operze mydlanej ABC Wszystkie moje dzieci (All My Children).
Występował na scenie off-Broadwayu w spektaklu Blue Man Group w Nowym Jorku i Las Vegas.

## Filmografia

### Filmy fabularne
- 2003: Dom z piasku i mgły (House of Sand and Fog) jako zastępca trenera
- 2005: Stratagem (film krótkometrażowy) jako Jordan Mathis (także scenarzysta i producent)
- 2005: Serenity jako chorąży na Opie
- 2007: The Fall jako Frank Jakubiak
- 2007: One Part Sugar jako kupujący samochód

### Seriale TV
- 2004: Las Vegas jako Blueman #1
- 2005: Wszystkie moje dzieci (All My Children) jako Joshua Madden
- 2007: CSI: Kryminalne zagadki Nowego Jorku (CSI: NY) jako Eddie Williams